# Karen Matheson
Pour les articles homonymes, voir Matheson.
Karen Matheson, née le 11 février 1963, est une chanteuse écossaise. Elle est le leader du groupe folk écossais Capercaillie depuis 1984, année de création du groupe. Elle poursuit en parallèle une carrière solo et a enregistré 4 albums. Elle a participé à l'album Sarac'h de Denez Prigent et collabore régulièrement avec Dan Ar Braz.
Elle a participé à une reprise de la chanson d'Idir A Vava Inouva.

## Parcours
Le groupe accompagnant Karen Matheson sur scène comprend actuellement les musiciens :
- Donald Shaw : claviers, accordéon
- James Grant : guitares
- Ewen Vernal : basse, contrebasse
- Anna Massie : violon

## Discographie solo
- 1996 : The dreaming sea
- 2002 : Time to fall
- 2006 : Downriver
- 2015 : Urram

## Participations
- voir discographie de Capercaillie
- 1994-1999 : voir discographie de l'Héritage des Celtes
- 1995 : Rob Roy (film) interprète la chanson Ailein duinn
- 2003 : Sarac'h de Denez Prigent
- 2014 : Célébration d'un héritage avec Dan Ar Braz